# Cerkiew Świętego Ducha w Medzilaborcach
Cerkiew pod wezwaniem Świętego Ducha – prawosławna cerkiew parafialna w Medzilaborcach, w archidekanacie dla powiatu Medzilaborce eparchii preszowskiej Kościoła Prawosławnego Czech i Słowacji.
Świątynia znajduje się na wzgórzu w pobliżu centrum miasta. Zbudowana w 1949 r. według projektu archimandryty Andrzeja (Kolomacký'ego), w miejscu drewnianej cerkwi, zniszczonej w czasie II wojny światowej. Oficjalnie wzniesiona jako pomnik poległych w obu wojnach światowych, ponieważ ówczesne władze sprzeciwiały się budowie świątyni.
Budowla murowana, w stylu staroruskiego renesansu. Wewnątrz mieści się ikonostas. Wnętrze cerkwi zdobią mozaiki oraz około 350 ikon, z których część jest autorstwa zamieszkałego w USA greckiego artysty Dimitriosa Leussisa oraz miejscowego ikonografa Dušana Kandričaka.